# Дионисий Колонийски
Дионисий (на гръцки: Διονύσιος, Дионисиос) е гръцки духовник, епископ на Вселенската патриаршия.

## Биография
В 1785 година Дионисий е ръкоположен за епископ на новосъздадената Колонийска епархия, подчинена на Костурската митрополия.
Умира в 1808 година. След смъртта му Колонийската епархия е присъединена към Костурската.